# Metodo Balling
Il metodo Balling in acquariofilia marina è un metodo per reintegrare calcio, magnesio e carbonati consumati nello sviluppo delle strutture portanti delle forme viventi.
Hans-Werner Balling, partendo dalle reazioni alla base della creazione dello scheletro dei coralli duri ed altri esseri viventi, ha suggerito questo metodo per reintegrare il consumo dei tre elementi senza alterare l'equilibrio ionico dell'acqua marina.
Utilizza cloruro di calcio, cloruro di magnesio e l'idrogeno carbonato di sodio (comune bicarbonato di sodio) in proporzioni calcolate a partire dal peso molecolare di ogni elemento.
Gli ioni di calcio, magnesio e carbonato vengono legati insieme nei coralli e il sodio e cloro in avanzo formano cloruro di sodio che è già il costituente principale (circa il 70%) dei sali marini.
Con i cambi di acqua frequenti o utilizzando un sale sintetico povero di cloruro di sodio si evita di esagerare con il suo accumulo.
L'utilizzo di questo metodo ha l'indubbio vantaggio di non alterare il pH in acquario come invece fa il reattore di calcio, non ci si deve preoccupare di avere il pH basso e di dover quindi reintegrare i carbonati (Kh) in maniera sensibile affinché essi stabilizzino il pH agendo come buffer. Inoltre, utilizzando materiali puri, non c’è il problema di aggiungere fosfati all’acquario. 